# كليبر غاوتشو
كليبر غاوتشو (بالبرتغالية: Cléber Nelson de Andrade Raphaelli‏) هو لاعب كرة قدم برازيلي في مركز الوسط، ولد في 13 مايو 1974 في Camaquã ‏ في البرازيل. لعب مع باوليستا وسانتو أندريه ونادي برازيل دي بيلوتاس ونادي ريو برانكو ونادي غوياس ونادي كاشياس دو سول ونادي كريسيوما.